# Seeders
Seeders é uma expressão em inglês e significa "semeadores".
Na internet, é um termo popularmente usado em sistemas P2P como EDonkey, GNutella e principalmente BitTorrent ao se referir a quantidades de computadores que estão compartilhando o mesmo arquivo completo no momento, portanto um seeder é quem está disposto a enviar o arquivo ao outro computador.
Quanto maior o número do seeders mais rápido poderá ser o download, pois outros fatores podem interferir como a velocidade de upload dos seeders.
A expressão ganhou uma nova dimensão com a crescente popularização de técnicas de marketing viral por parte dos grandes anunciantes, na qual se espera que os próprios consumidores divulguem um produto ou uma campanha. Nesse contexto, seeders são consumidores que iniciam os processo de marketing viral. Geralmente, são consumidores extremamente populares na internet, e que recebem algum tipo de incentivo direto ou indireto para "plantar" as mensagens do anunciante.